# 薩摩亞塔拉
薩摩亞塔拉 是薩摩亞的流通貨幣。輔幣單位為分，1塔拉=100分。塔拉(tala)是英语dollar的萨摩亚语转写。貨幣編號WST。塔拉的货币符号为WS$ 。
塔拉开始使用于1967年，在此之前，萨摩亚一度使用新西兰货币。塔拉的发行银行为萨摩亚中央银行。
塔拉硬币有1, 2, 5, 10, 20，50等几种。

## 流通中的貨幣

### 硬幣

#### 2011年

薩摩亞在2011年發行的硬幣系列。

- 10 分
  - 正面：图福加·埃菲
  - 背面：獨木舟的賽車手
- 20 分
  - 正面：图福加·埃菲
  - 背面：紅花月桃
- 50 分
  - 正面：图福加·埃菲
  - 背面：齒鳩
- 1 塔拉
  - 正面：图福加·埃菲
  - 背面：卡瓦碗、蒼蠅拍
- 2 塔拉
  - 正面：图福加·埃菲
  - 背面：薩摩亞國徽

### 紙幣

#### 2008年
- 5 塔拉
  - 正面：薩摩亞的海灣

薩摩亞在2008年發行的紙幣系列。

  - 背面：維利馬別墅，羅伯特·路易斯·史蒂文森的故居
- 10 塔拉
  - 正面：薩摩亞全國橄欖球聯合隊
  - 背面：一班小孩
- 20 塔拉
  - 正面：位於乌波卢岛的瀑布
  - 背面：薩摩亞的國鳥齒鳩
- 50 塔拉
  - 正面：阿皮亞的政府辦公大樓
  - 背面：阿皮亞的薩摩亞中央銀行辦公樓
- 100 塔拉
  - 正面：马列托亚·塔努马菲利二世雕像
  - 背面：阿皮亞大教堂

## 外部連結
- 唐的世界硬币画廊：Western Samoa
- 罗恩·怀斯的世界纸币：Western Samoa 镜像网站
- 现代金融系统表格－库尔特·舒勒制作：Samoa 镜像网站
- 环球货币历史：Samoa (Western)
- 《环球金融资料》货币历史表格（ 微软试算表格式）